# Guillaume Miquel
Pour les articles homonymes, voir Miquel.
Guillaume Miquel, né le 1er avril 1764 à Aurillac (Cantal), mort en août 1808 à Elvas (Portugal), est un militaire français de la Révolution et de l’Empire.

## États de service
Il entre en service le 29 octobre 1792, comme capitaine dans une compagnie franche, et il devient chef du 3e bataillon de volontaires du Cantal le 25 mars 1793. Il fait les guerres de 1792 et 1793, en Vendée, sous les ordres de Turreau, et celles de l’an II et de l’an III, à l’armée de Rhin-et-Moselle. Le 14 septembre 1794, à l’affaire de Kreuznach, il combat corps à corps avec un officier prussien, et le fait prisonnier avec 80 hommes qu’il commandait. À la suite du compte rendu du général en chef et des représentants du peuple, sur sa conduite lors de cette affaire, la Convention nationale décrète le 23 décembre 1794, que le « citoyen Miquel avait bien mérité de la patrie ».
De l’an IV à l’an V, il sert à l’armée des Alpes, et de l’an VI à l’an IX, à celle d’Italie. Il est promu chef de brigade de la 26e demi-brigade d’infanterie de ligne le 3 septembre 1799, et il est  nommé colonel en 1803. Affecté au camp de Bayonne, il est fait chevalier de la Légion d’honneur le 11 décembre 1803, et officier de l’ordre le 14 juin 1804.
De l’an XIII à 1806, il est envoyé à la Martinique, et à la Guadeloupe, puis fin 1806, il rejoint le camp volant à Napoléon. En 1807, il fait partie de l’armée d’observation de la Gironde, puis il participe, sous les ordres du général Junot, à la campagne de Portugal. 
Il meurt en août 1808, à Elvas, à la suite des blessures reçues au fort de la Lippe.

## Sources
- A. Lievyns, Jean Maurice Verdot, Pierre Bégat, Fastes de la Légion-d'honneur, biographie de tous les décorés accompagnée de l'histoire législative et réglementaire de l'ordre, Tome 3, Bureau de l’administration, 1844, 529 p. (lire en ligne), p. 345.
- Félix de la Salle de Rochemaure, Récits carladéziens : dialecte du carladez, Imprimerie Moderne, 1906, p. 184.
- Léon Hennet, Etat militaire de France pour l’année 1793, Siège de la société, Paris, 1903, p. 322.